# Драгоешти (Јаломица)
Драгоешти (рум. Drăgoești) насеље је у Румунији у округу Јаломица у општини Драгоешти. Oпштина се налази на надморској висини од 66 m.

## Становништво
Према подацима из 2002. године у насељу је живело 1161 становника, од којих су сви румунске националности.

### Хронологија
| Година       | 1992 | 1993 | 1994 | 1995 | 1996 | 1997 | 1998 | 1999 | 2000 | 2001 | 2002 | 2003 | 2004 | 2005 | 2006 | 2007 | 2008 | 2009 | 2010 | 2011 | 2012 | 2013 | 2014 | 2015 | 2016 | 2017 |
| ------------ | ---- | ---- | ---- | ---- | ---- | ---- | ---- | ---- | ---- | ---- | ---- | ---- | ---- | ---- | ---- | ---- | ---- | ---- | ---- | ---- | ---- | ---- | ---- | ---- | ---- | ---- |
| Становништво | 1325 | 1281 | 1264 | 1218 | 1173 | 1147 | 1126 | 1111 | 1117 | 1081 | 1065 | 1061 | 1079 | 1044 | 1022 | 1026 | 1009 | 1003 | 968  | 975  | 999  | 998  | 967  | 950  | 950  | 934  |